# Astronesthes lucibucca
Astronesthes lucibucca és una espècie de peix de la família dels estòmids i de l'ordre dels estomiformes.

## Morfologia
- Els mascles poden assolir 10 cm de longitud total.[3][4]

## Hàbitat
És un peix marí i d'aigües subtropicals que viu entre 150-210 m de fondària.

## Distribució geogràfica
Es troba al sud-est del Pacífic.